# Amine Lachhab
Amine Lachhab (arab. أمين لشهب, ur. 25 lipca 1985 w Fezie) – marokański piłkarz, grający jako lewy obrońca w JS Saint-Julien FC.

## Klub

### Początki
Zaczynał karierę w Rachad Bernoussi, gdzie grał jako junior i senior do 2010 roku. Następnie 1 stycznia 2010 roku został graczem Ittihadu Tanger. 1 lipca 2010 roku zmienił klub na JS de Kasba Tadla.

### Wydad Fez
1 lipca 2011 roku został zawodnikiem Wydadu Fez. W tym zespole zadebiutował 27 sierpnia 2011 roku w meczu przeciwko JS Massira (3:3). Zagrał cały mecz. Pierwszą asystę zaliczył 19 listopada 2011 roku w meczu przeciwko Hassania Agadir (wygrana 3:2). Asystował przy bramce Philippe Souanga w 6. minucie. Łącznie zagrał 42 mecze i zanotował 3 asysty.

### Olympic Safi
15 lipca 2013 roku został zawodnikiem Olympic Safi. W tym klubie debiut zaliczył 25 sierpnia 2013 roku w meczu przeciwko Raja Casablanca (1:1). Zagrał całe spotkanie. Pierwszą asystę zaliczył 23 lutego 2014 roku w meczu przeciwko FAR Rabat (porażka 3:2). Asystował przy bramce Amine Sebbara w 44. minucie. Łącznie zagrał 16 meczów i miał asystę.

### Maghreb Fez
16 września 2014 roku został zawodnikiem Maghrebu Fez. W tym zespole zadebiutował 20 września 2014 roku w meczu przeciwko FUS Rabat (porażka 2:1). Na boisku pojawił się w 58. minucie, zastąpił Habiba Allaha Domaniego. Łącznie zagrał 8 meczów.

### Francja
1 lipca 2015 roku przeniósł się do AL Déville Maromme. Następnie, 1 lipca 2017 roku został zawodnikiem FC Rouen. 1 lipca 2020 roku przeniósł się JS Saint-Julien FC.